# Guitarr och dragharmonika
Guitarr och dragharmonika är Gustaf Frödings debutdiktsamling, utgiven 1891. Den innehåller förutom titeldikten även avdelningarna "Värmländska låtar", "Griller och grubblerier", "Stämningar och stämningsbilder" samt "Likt och olikt".
Fröding hade fått kontakt med Albert Bonniers förlag när han i oktober 1889 skrev till förlagets kalender Svea och erbjöd sex dikter för publicering utan krav på honorar. Albert Bonnier valde en av dikterna och bad Fröding att återkomma om han hade något annat som kan publiceras. I juli 1890 fick förlaget ett diktmanuskript men Albert Bonnier och hans son Karl Otto Bonnier var något tveksamma. Albert Bonnier tyckte att publiceringen kunde vänta till följande år så att författaren kan få mogna något och frågar samtidigt Fröding om Fröding är beredd att bära en eventuell förlust för förlaget.
I februari 1891 fick förlaget det färdiga manuskriptet. Fröding ville kalla diktsamlingen för Mixtum pictum compositum men detta motsatte sig förlaget. Slutligen blev titeln Guitarr och dragharmonika, även om Fröding var missnöjd med namnet. För sitt arbete fick Fröding betalt 200 kronor och den första upplagan trycktes i 1 500 exemplar.

## Källhänvisningar
1. ↑  "Gustaf Fröding". NE.se. Läst 20 oktober 2014.
2. ↑  "GUITARR OCH DRAGHARMONIKA.". Litteraturbanken.se. Läst 20 oktober 2014.
3. ↑  Svenska Akademiens ordbok: Gitarr (tryckår 1928)

- Per Gedin (2002). Litteraturens örtagårdsmästare. Karl Otto Bonnier och hans tid. Stockholm: Bonniers. sid. 238-240. ISBN 91-0-010076-5